# Teoman Alibegović
Teoman Alibegović, slovenski košarkar in trener, * 11. januar 1967, Zenica.

## Športna kariera
Alibegović se je rodil v Zenici, kasneje se je družina preselila v Jesenice, kjer je obiskoval osnovno šolo in začel trenirati košarko pri KK Jesenice. Leta 1982 je prestopil k mladincem Olimpije. Po dveh letih se je preselil Sarajevo, kjer je igral za KK Bosna. Leta 1988 se je vpisal na Oregon State University, kjer je v treh letih doštudiral iz poslovnega komuniciranja. Klub Quad City Thunder ga je leta 1991 izbran na naboru lige CBA, toda zanj ni nikoli zaigral. Je pa zaigral v ligi CBA za Yakima Sun Kings. Ob koncu sezone 1991/92 je prestopil v Fortitudo Bologna in klubu z 28 točkami na odločilni tekmi pomagal pri obstanku v prvi italijanski ligi. Med letoma 1993 in 1996 je igral za Alba Berlin, s katero je osvojil tudi Pokal Radivoja Korača. Za sezono 1996/97 je prestopil v Fenerbahçe, toda šest mesecev kasneje se je vrnil v Italijo s klubom Genertel Trieste. V sezoni 1997/98 je igral za Cáceres CB, v sezoni 1998/99 pa ponovno za Lineltex Trieste. Med letoma 1999 in 2002 je igral za Snaidero Udine, v svoji zadnji sezoni 2002/03 pa za grški Ionikos Nea Filadelfeia.

### Reprezentančna kariera
Z jugoslovansko mladinsko reprezentanco do 18 in 19 let je osvojil Evropsko prvenstvo 1986 in Svetovno prvenstvo 1987. Med letoma 1991 in 2001 je bil član slovenske reprezentance, prvo tekmo leta 1991 je odigral proti hrvaški reprezentanci. Nastopil je na štirih evropskih prvenstvih v letih 1993, 1995, 1997 in 2001. Odigral je 52 uradnih tekem in dosegel 990 točk, s čimer je najboljši strelec v zgodovini reprezentance.

### Nagrade in priznanja

#### Alba Berlin
- Pokal Radivoja Korača: (1994/95)

#### Posamična
- Najboljši strelec finalne tekme pokala Radivoja Korača: (1995)
- Tekma vseh zvezd nemške lige: (1995)
- Najkoristnejši košarkar tekme vseh zvezd nemške lige: (1995)
- Najkoristnejši košarkar nemške lige: (1994)
- Tekma vseh zvezd FIBA: (1995)
- Tekma vseh zvezd grške lige: (2003)

## Trenerska kariera
V sezoni 2003/04 je prevzel klub Udine, in z njim osvojil 12. in 15. mesto v italijanskem prvenstvu. Leta 2005 je postal športni direktor kluba Fortitudo Bologna, med letoma 2006 in 2007 pa trener kluba Leagea Scafati. Leta 2008 se je vrnil v Udine kot pomočnik trenerja do leta 2010.

## Personal
Ima tri sinove, Mirzo (1992), Amarja (1995) in Denisa, ki vsi igrajo košarko.